# 渡邊彪亮
渡邊 彪亮（わたなべ ひょうすけ、1995年8月1日 - ）は、ラグビーユニオン選手。

## プロフィール
- 大阪府出身[1]。
- ポジションはプロップ(PR)。
- 身長 166cm、体重 103kg
- ニックネームはボブ。
- 関西学生代表に選ばれたことがある[2]。

## 略歴
ラグビーを始めたきっかけは母との決断から。
2014年、大阪桐蔭高校卒業後、立命館大学に入る。なお大阪桐蔭高校時代、高校日本代表候補に選ばれたことがある。
2018年、立命館大学卒業後、豊田自動織機シャトルズ(現・豊田自動織機シャトルズ愛知)に加入。
2024年2月15日、豊田自動織機シャトルズ愛知から退団が発表された。